# Мануел Фернандіш
Мануел Ферна́ндіш (порт. Manuel Fernandes, МФА: [mɐnuˈɛɫ fɨɾˈnɐ̃ðɨʃ], * 5 лютого 1986, Лісабон) — португальський футболіст, півзахисник «Кайсеріспора».
Насамперед відомий виступами за іспанську «Валенсію» та московський «Локомотив», а також національну збірну Португалії.
Чемпіон Португалії.

## Клубна кар'єра
У дорослому футболі дебютував 2004 року виступами за команду лісабонської «Бенфіки», в якій протягом 2004—2007 років взяв участь у 67 матчах чемпіонату. За цей час виборов титул чемпіона Португалії.
2006 року провів деякий час в оренді в клубі «Портсмут», а у 2007 — в іншому англійському клубі, «Евертоні»
У 2007 році перейшов до іспанської «Валенсії». Провівши лише декілька ігор за свою нову команду, був знову відправлений в оренду до «Евертона».
Повернувшись з оренди до «Валенсії» у 2008, почав на постійній основі залучатися до її основного складу. Цього разу відіграв за валенсійський клуб наступні два сезони своєї ігрової кар'єри. 
На початку 2011 року приєднався на умовах оренди до команди клубу «Бешикташ». Влітку того ж року турецький клуб викупив трансфер гравця і уклав з ним трирічний контракт.
2 червня 2014 року на правах вільного агента приєднався до московського «Локомотива». Швидко став ключовим гравцем середини поля команди і відіграв за неї п'ять сезонів.
У вересні 2019 року 33-річний футболіст уклав однорічний контракт з іншим російським клубом «Краснодаром».
5 жовтня 2020 підписав контракт з турецьким «Кайсеріспором».

## Виступи за збірні
Протягом 2005–2007 років  залучався до складу молодіжної збірної Португалії. На молодіжному рівні зіграв у 22 офіційних матчах, забив 5 голів.
2005 року дебютував в офіційних матчах у складі національної збірної Португалії.
| Дата       | Місто              | Господарі  | Результат | Гості             | Турнір               | Голи | Примітки  |
| ---------- | ------------------ | ---------- | --------- | ----------------- | -------------------- | ---- | --------- |
| 9-2-2005   | Дублін             | Ірландія   | 1 – 0     | Португалія        | товариський матч     | -    | 70'       |
| 26-3-2005  | Барселуш           | Португалія | 4 – 1     | Канада            | товариський матч     | 1    |           |
| 17-11-2007 | Лейрія             | Португалія | 1 – 0     | Вірменія          | Відбір до ЧЄ 2008    | -    | 61'       |
| 20-8-2008  | Лейрія             | Португалія | 5 – 0     | Фарерські острови | товариський матч     | -    | 65' 90+3' |
| 15-10-2008 | Брага (Португалія) | Португалія | 0 – 0     | Албанія           | Відбір до ЧС 2010    | -    |           |
| 3-9-2010   | Гімарайнш          | Португалія | 4 – 4     | Кіпр              | Відбір до ЧЄ 2012    | 1    | 61'       |
| 7-9-2010   | Осло               | Норвегія   | 1 – 0     | Португалія        | Відбір до ЧЄ 2012    | -    | 72'       |
| 17-11-2010 | Лісабон            | Португалія | 4 – 0     | Іспанія           | товариський матч     | -    | 63'       |
| 29-2-2012  | Варшава            | Польща     | 0 – 0     | Португалія        | товариський матч     | -    | 46'       |
| 10-11-2017 | Візеу              | Португалія | 3 – 0     | Саудівська Аравія | товариський матч     | 1    | 56'       |
| 14-11-2017 | Лейрія             | Португалія | 1 – 1     | США               | товариський матч     | -    |           |
| 26-3-2018  | Женева             | Португалія | 0 – 3     | Нідерланди        | товариський матч     | -    |           |
| 28-5-2018  | Брага (Португалія) | Португалія | 2 – 2     | Туніс             | товариський матч     | -    | 63'       |
| 2-6-2018   | Брюссель           | Бельгія    | 0 – 0     | Португалія        | товариський матч     | -    | 72'       |
| 30-6-2018  | Сочі               | Уругвай    | 2 – 1     | Португалія        | ЧС 2018 - 1/8 фіналу | -    | 84'       |
| Усього     |                    | Матчів     | 15        |                   | Голів                | 3    |           |

## Титули і досягнення
- Чемпіон Португалії (1):

«Бенфіка»:  2004-05
- Володар Кубка Португалії (1):

«Бенфіка»:  2003-04
- Володар Суперкубка Португалії (1):

«Бенфіка»:  2005
- Володар Кубка Іспанії (1):

«Валенсія»:  2007-08
- Володар Кубка Туреччини (1):

«Бешікташ»:  2010-11
- Володар Кубка Росії (3):

«Локомотив» (Москва): 2014-15, 2016-17, 2018-19
- Чемпіон Росії (1):

«Локомотив» (Москва): 2017-18